# 유연미
유연미(1999년 7월 7일 ~ )는 대한민국의 배우이다. 2005년, 대구광역시에서 열린 경상도 사투리를 하는 아역을 뽑는 오디션에 합격하면서 KBS 드라마 《황금사과》로 데뷔하였다.

## 학력
- 서울마포초등학교
- 아현중학교
- 가재울고등학교

## 연기 활동

### 드라마
- 2005년 KBS2 수목드라마 《황금사과》 ... 어린 금실 역(고은아 아역)
- 2005년 MBC 주간시트콤 《안녕, 프란체스카》 ... 수나의 손녀 역
- 2006년 KBS1 TV소설 《고향역》 ... 영심 역
- 2006년 KBS2 월화드라마 《위대한 유산》 ... 한예서 역
- 2007년 MBC 수목미니시리즈 《고맙습니다》 ... 보람 역
- 2007년 KBS2 일일시트콤 《못말리는 결혼》 ... 김옥희 역
- 2009년 KBS2 4부작드라마 《경숙이 경숙아버지》 ... 은비 역
- 2009년 KBS1 일일연속극 《집으로 가는 길》 ... 은지 역
- 2010년 KBS1 특별기획 역사드라마 《거상 김만덕》 ... 꽃님 역
- 2010년 SBS 월화드라마 《아테나: 전쟁의 여신》 ... 권용관의 딸 역
- 2011년 MBC 창사50주년 특별기획드라마 《빛과 그림자》 ... 순덕 역
- 2012년 MBC 수목미니시리즈 《보고싶다》 ... 어린 김은주 역(장미인애 아역)
- 2013년 SBS 월화드라마 《장옥정 사랑에 살다》 ... 어린 까꿍 역
- 2015년 KBS2 월화드라마 《후아유 - 학교 2015》 ... 연미주 역
- 2015년 KBS1 저녁일일극 《우리집 꿀단지》 ... 오가을 역
- 2016년 KBS2 3부작 드라마 《페이지터너》 ... 이규선 역
- 2017년 KBS2 TV소설 《그 여자의 바다》 ... 최정희 역

### 영화
- 2007년 《검은 땅의 소녀와》 ... 영림 역
- 2008년 《바보》 ... 지인 역
- 2010년 《아저씨》 ... 미진 역
- 2013년 《고령화가족》 ... 민경 친구 역
- 2013년 《콘돌은 날아간다》 ... 연미 역
- 2014년 《우아한 거짓말》 ... 미라 역
- 2015년 《헬머니》 ... 버스여고생 역
- 2015년 《돼지 같은 여자》 ... 미숙 역
- 2015년 《비밀》 ... 종희 역
- 2016년 《퍼펙트 센스》
- 2017년 《이웃집 스타》 ... 미연 역

## 방송
- 2006년 KBS 《쇼 파워 비디오 - 연미야 ~ 학교가자》

## 수상
- 2005년 KBS 연기대상 여자 청소년연기상
- 2007년 제7회 마라케시 국제영화제 여우주연상